# 尤爾伊夫卡 (米爾霍羅德區)
50°15′55″N 34°8′37″E / 50.26528°N 34.14361°E
尤爾伊夫卡（烏克蘭語：Юр'ївка）是位於烏克蘭中部的村莊，由波爾塔瓦州米爾霍羅德區的柳滕卡市鎮負責管轄。該村距離秋秋里夫希納1公里，始建於1590年，面積0.892平方公里，海拔高度118米，2001年人口77。